# Rotonda de los Coahuilenses Ilustres
La Rotonda de los Coahuilenses Ilustres, oficialmente Rotonda de Coahuilenses Distinguidos y anteriormente Rotonda de los Hombres Ilustres es un pequeño lote ubicado dentro del Panteón de Santiago de Saltillo en Coahuila.
El panteón alberga los restos de 24 personajes ilustres originarios de Coahuila, uno de Zacatecas y uno de Puebla.

## Personajes famosos Coahuilenses
| Nombre                        | Fecha     | Actividad                                    |
| ----------------------------- | --------- | -------------------------------------------- |
| Abelardo Carranza Strasburger | 1894-1915 | Militar revolucionario                       |
| José Rodríguez González       | 1880-1974 | Educador                                     |
| Adolfo Huerta Vargas          | 1875-1917 | General revolucionario                       |
| Juan Antonio de la Fuente     | 1814-1867 | Abogado, político y diplomático              |
| Andrés Viesca                 | 1827-1908 | Militar                                      |
| Leopoldo Villarreal Cárdenas  | 1874-1956 | Educador                                     |
| Antonio Narro Rodríguez       | 1840-1912 | Filántropo                                   |
| Lucio Blanco Fuentes          | 1879-1922 | Militar revolucionario                       |
| Apolonio M. Aviles            | 1876-1930 | Educador                                     |
| Manuel Acuña Narro            | 1849-1873 | Poeta                                        |
| Carlos Espinoza Romero        | 1894-1973 | Educador                                     |
| Nazario Ortiz Garza           | 1893-1991 | Político                                     |
| Carlos Pereyra Gómez          | 1871-1942 | Abogado, diplomático, escritor e historiador |
| Oscar Flores Tapia            | 1913-1998 | Periodista, escritor y político              |
| Federico Berrueto Ramón       | 1900-1980 | Educador, historiador y político             |
| Rubén Herrera                 | 1880-1933 | Pintor                                       |
| Francisco García Cárdenas     | 1900-1977 | Abogado                                      |
| Rubén Moreira Cobos           | 1875-1954 | Educador                                     |
| Ignacio Peraldí Carranza      | 1895-1915 | Militar revolucionario                       |
| Salvador Treviño              | 1888-1914 | Militar                                      |
| Ildefonso Villarello Vélez    | 1905-1973 | Educador                                     |
| Severino Calderón González    | 1904-1971 | Educador                                     |
| Jesús Carranza Garza          | 1863-1915 | Militar revolucionario                       |
| Vicente Dávila Aguirre        | 1886-1960 | Militar revolucionario                       |
| José García Rodríguez         | 1872-1948 | Educador                                     |